# نخل پادشاه کوه لوئیس
نخل پادشاه کوه لوئیس (نام علمی: Archontophoenix purpurea) نام یک گونه از سرده نخل سالار است.